# 稲沢秀夫
稲沢 秀夫（いなざわ ひでお、1928年8月1日 - ）は、日本の英文学者、学習院大学名誉教授。
千葉県生まれ。1952年東京大学文学部英文科卒。青山学院女子短期大学助教授、学習院大学英文科教授。1999年、定年退任、名誉教授。
アメリカ文学専攻だが、後年谷崎潤一郎に関心を抱き、谷崎松子に話を聞いて『聞書谷崎潤一郎』を刊行するが、松子によって多くが削除されたため、残りの秘話を『秘本谷崎潤一郎』としてワープロ打ちの私家版として刊行した。

## 著書
- 『スタインベック序説』 思潮社 1964
- 『スタインベック論』 思潮社 1967
  - 新版『スタインベックの世界 <怒りの葡萄>と<エデンの東>』 思潮社 1978
- 『アメリカの女流小説家たち』 青山学院女子短期大学学芸懇話会 1968
- 『トルーマン・カポーティ研究』 南雲堂 1970、増補版1985
- 『アメリカ女流作家論 キャザー、バック、マッカラーズの世界』 審美社 1978
- 『谷崎潤一郎の世界』 思潮社 1979
  - 新版『谷崎潤一郎の世界 西洋と日本のかかわり』 思潮社 1981
- 『聞書 谷崎潤一郎』 思潮社 1983
- 『ふるさとの言葉』流山わがまち社 1989
- 『下総、ことばの風土』崙書房出版 1991
- 『秘本谷崎潤一郎』全5巻、烏有堂 1991-93
- 『ジョン・スタインベック文学の研究』学習院大学 1995
- 『帰去来の記』私家版 1999
- 『落葉集』私家版 1999
- 『アメリカ女流作家論拾遺』私家版 2002

### 翻訳
- B.T.ワシントン『奴隷より立ち上がりて』真砂書房 1969、中央大学出版部 1978
- スティーヴンソン『宝島』佐々木直次郎訳を改訂　新潮文庫 1970、のち改版
- フレデリック・ダグラス『わが生涯と時代』真砂書房 1970

## 栄典
- 2010年4月 瑞宝中綬章受章[3]